# Araujo (Buenos Aires)
Araujo es actualmente un pequeño paraje rural, poco habitado del Partido de Veinticinco de Mayo,  Provincia de Buenos Aires, Argentina, habiendo sido entre 1911 y 1980 un pequeño poblado rural aglutinado alrededor de la estación ferroviaria.
Debe su nombre al propietario de las tierras donde se construyó la estación del Ferrocarril Midland en 1911.
La estación pertenecía al ramal de trocha angosta que vinculaba Buenos Aires con Carhué, con servicios frecuentes de pasajeros y cargas, incluyendo cereales y ganado en pie, que funcionó hasta 1977. Desde 1948 hasta su desactivación, formó parte de la red del Ferrocarril General Belgrano.
La estación, ubicada en el km 202 desde Buenos Aires, era sede también de un taller ferroviario, un galpón para estiba de bolsas de cereales, y atendía los servicio de correos y telégrafos. 
El movimiento de la estación y los talleres, originó un entorno inmediato de población empleada del ferrocarril, y de otros servicios públicos, como ser la escuela primaria provincial N.º 40, un destacamento de Policía, delegado judicial y estafeta de correos. Existió también un club Social y deportivo y una biblioteca pública. 
.
Esto impulsó también la radicación de un grupo de pequeños comerciantes autónomos que atendían comercios de almacén de ramos generales, panadería, carnicería, matarife, reparaciones mecánicas y de artículos hogareños, surtidor de combustible de YPF, etc. Algunos pobladores poseían huertos y criaderos familiares para el abasto fresco y cotidiano de frutas, hortalizas, huevos, leche y aves de corral. También existía un alojamiento familiar con pensión. 
Esta oferta de servicios, atendía también a los pobladores del entorno rural, constituido por estancieros, chacareros, puesteros, peones rurales, transportistas, viajantes de comercio, etc.

## Ubicación
Se encuentra en la región de la cuenca deprimida del Río Salado, a 24 km al noroeste de la ciudad de Veinticinco de Mayo, a través de un corto camino rural que se desprende desde la Ruta Provincial 46 a mitad de camino hacia Bragado.

## Evolución de la población
Hacia 1941, el poblado y su entorno rural del cuartel 8º tenían 2.493 habitantes. Una cartografía vial de 1950, informa una población de 2.076 habitantes, con servicio correo, despacho de nafta,y alojamiento.
Hacia 1958 la cartografía oficial consideraba a Araujo en la categoría de "Pueblo o Villa" con menos de 2.000 habitantes, y se registraban unas 30 casas, y una escuela.
Pero en la década de 1970 comenzó una rápida declinación originada por dos motivos: la emigración de la población rural circundante, constituida por colonos chacareros y peones, desplazados por un cambio desfavorable en las relaciones de las contrataciones rurales, y la coincidente emigración de los empleados ferroviarios, al cerrarse las fuentes de trabajo. Este despoblamiento fue similar y contemporáneo al sufrido también por muchas otras localidades de parecidas características.
Los comerciantes pequeños propietarios perdieron rápidamente su clientela, y también migraron, demoliéndose sus viviendas. Hacia 2006, solamente funcionaba la escuela.
Como consecuencia del despoblamiento, durante los censos nacionales del INDEC de 2001 y 2010 fue considerada como población rural dispersa.